# Johannes Bureus

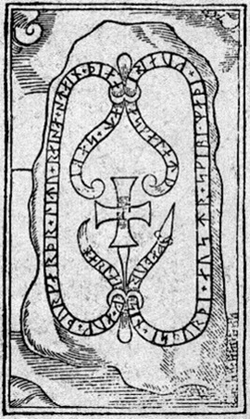
Gravura em madeira feita por Johannes Bureus de uma pedra rúnica desparecida.

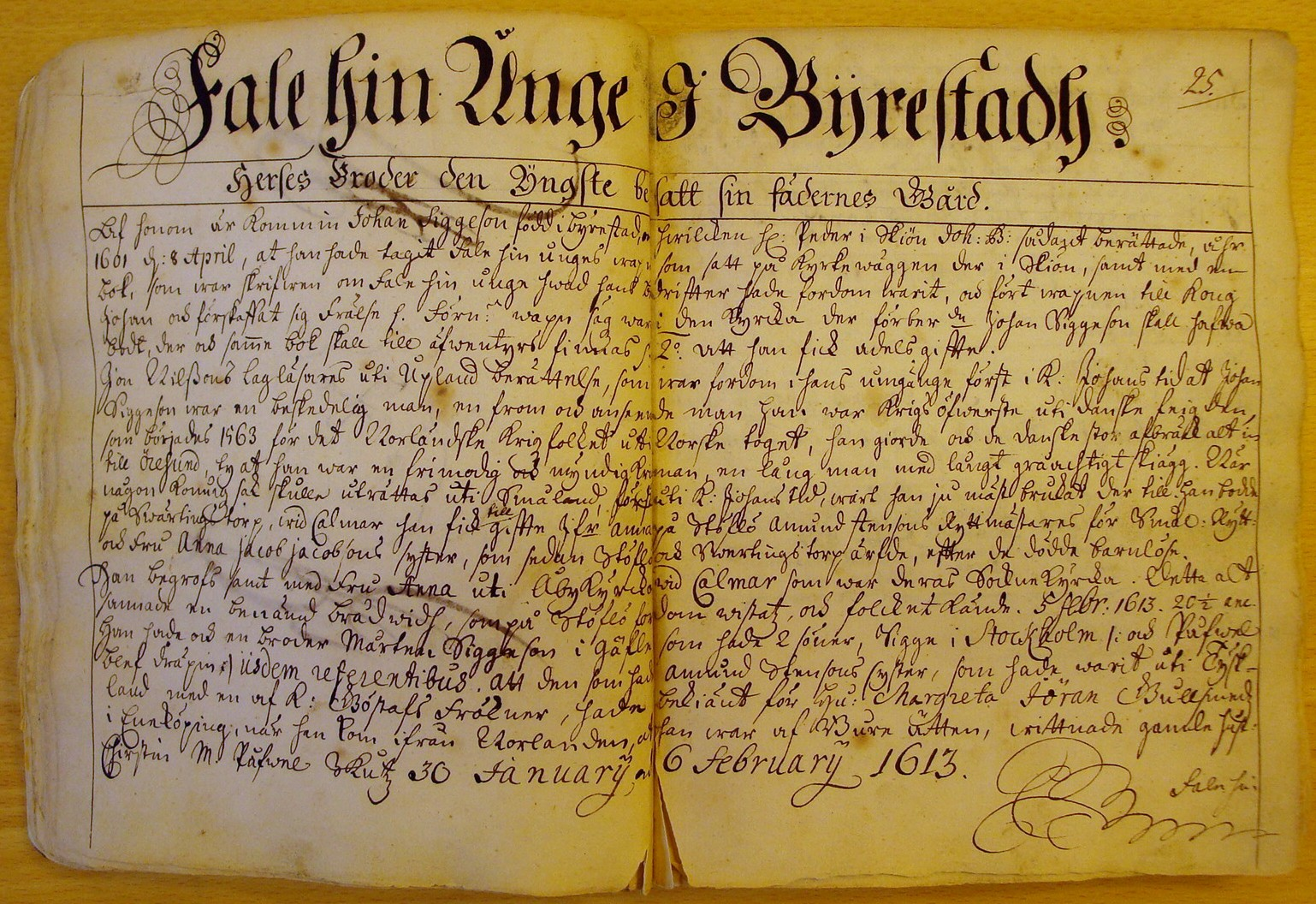
Crónica genealógica da Família Bureus, por Johannes Bureus, 1601.

Johannes Bureus, Johan Bure, Johannes Buræus (1568-1652), também chamado de Johannes Thomæ Buræus Agrivillensis (* Åkerby,entre 15 e 25 de Março de 1568, †  Bondkyrka, 22 de Outubro de 1652) foi provedor nacional do património cultural e histórico, polímata, linguista, alquimista, místico, bibliotecário, poeta e erudito sueco. Foi bibliotecário real e conselheiro do rei Gustavo II Adolfo da Suécia. Era primo do astrônomo e matemático sueco Johannes Jacobi Bureus († 1672). Foi o primeiro a listar o alfabeto rúnico, foi o pai da gramática sueca, e foi o maior genealogista de famílias nobres e populares da Suécia.

## Biografia
Johannes Bureus era filho de um pastor protestante.  Teve uma boa educação na cidade de Uppsala (onde existiu o maior e o último dos templos pagãos), depois viajou para Estocolmo e mais tarde estudou na Alemanha e na Itália. Em 1595, ele estuda teologia, e em 1602, tornou-se professor e de 1603 em diante ocupou o cargo de antiquariano real. Bureus morreu aleijado em 1652.
Durante os seus estudos ele aprendeu Latim e Hebraico. Em 1591, ele teve em mãos um livro sobre magia medieval (que ele havia conseguido com o seu sogro Mårten Bång, decapitado em 1601) e começou a se interessar por cabala. Bureus também se interessava por cabala, o que deve ter causado seu interesse por rosacrucianismo. Oleus Wormius (1588-1654), Guillaume Postel (1510-1581), Tycho Brahe (1546-1601) e Johannes Kepler (1571-1630) viram a supernova, e em 1572 um grupo de estudantes alemães se inspiraram para redigirem o famoso manifesto dos rosacruzes. Bureus, Wormius e Brahe estavam fascinados com os manuscritos de Paracelso, que acreditava numa reforma do mundo com base na alquimia e na revolução espiritual.
Em 1593 Bureus se tornou servidor civil e foi nomeado editor de textos religiosos em Estocolmo. Ele foi um dos primeiros a estudar o alfabeto rúnico, chegando a publicar em 1611 o Primeiro Alfabeto no idioma sueco usando textos em latim e caracteres rúnicos. Alguns contemporâneos seus tal como Jakob Böhme estudaram as suas obras.

## Obras principais
- Monumenta veterum Gothorum in patria, 1602
- Runa-ABC-boken, 1611
- Ara Foederis Therapici, 1616
- FaMa e sCanzIa ReDUX, 1616
- Monumenta Sveogothica Hactentus Exculpta, 1624
- Adulruna Rediviva